# کاتوندیل (فلوریدا)
کاتوندیل (به انگلیسی: Cottomdale) شهری در شهرستان جکسون ایالت فلوریدا است که در سال ۱۹۰۵ بنیان‌گذاری شده‌است. این شهر طبق سرشماری سال ۲۰۱۰ میلادی، ۹۳۳ نفر جمعیت داشته و مساحت آن نیز ۴٫۴ کیلومتر مربع است.